# Croton coriifolius
Espèce
Classification APG III (2009)
Croton coriifolius est une espèce de plantes à fleurs du genre Croton et de la famille des Euphorbiaceae, présente à Bornéo (Sarawak).